# Ruban de guidon

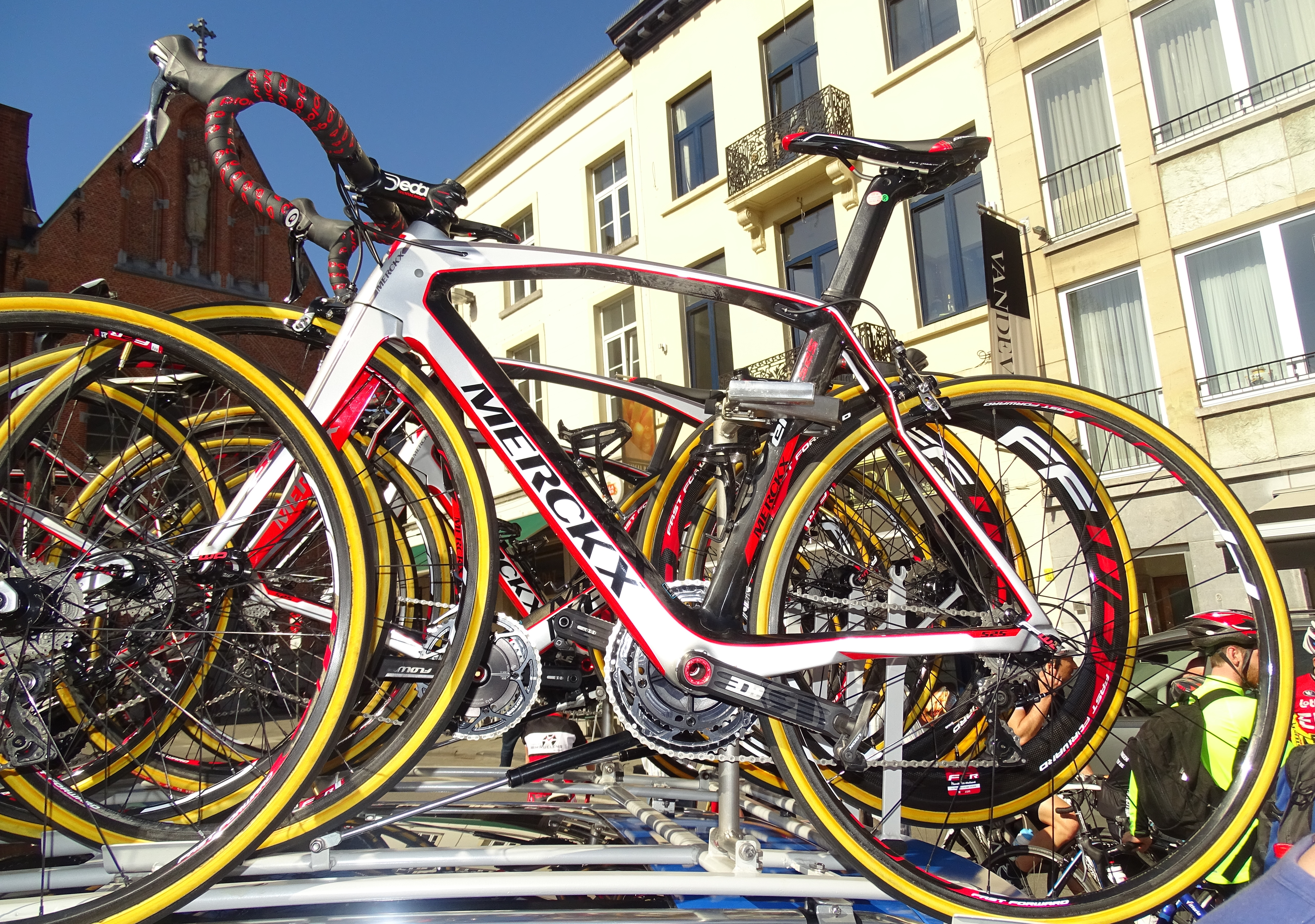
Ce vélo de l'équipe Topsport Vlaanderen-Baloise photographié lors de la Flèche brabançonne 2015 à Louvain a son guidon entouré de guidoline.

Le ruban de guidon, également nommé guidoline par antonomase d'après le nom d'une marque, est un ruban relativement souple, adhésif sur une face, s'apparentant à un grip antidérapant que l'on enroule autour du cintre d'une bicyclette de manière à avoir la meilleure préhension possible de celui-ci.